# Illja Jemez

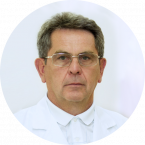
Illja Jemez

Illja Mykolajowytsch Jemez (ukrainisch Ілля Миколайович Ємець; * 21. Februar 1956 in Workuta) ist ein ukrainischer Arzt und Politiker und wurde zweimal zum Gesundheitsminister ernannt.

## Leben
Im Jahr 1979 schloss Jemez sein Studium an der Nationalen Medizinischen Oleksandr-Bohomolez-Universität mit einem Abschluss in Pädiatrie ab. Nach Abschluss seines Studiums erwarb er den Doktor der medizinischen Wissenschaften und wurde Professor. Von 1985 bis 2003 arbeitete er als pädiatrischer Herzchirurg und war Abteilungsleiter am Institut für Herz-Kreislauf-Chirurgie der Akademie der Medizinischen Wissenschaften.
Im Jahr 2003 wurde Jemez zum Direktor der staatlichen Institution „Wissenschaftliches und praktisches medizinisches Zentrum für pädiatrische Kardiologie und Herzchirurgie des Gesundheitsministeriums“ ernannt. Später, von Dezember 2010 bis Mai 2011, diente er als Gesundheitsminister der Ukraine.
Am 4. März 2020 wurde Jemez erneut zum Gesundheitsminister ernannt, aber am 30. März 2020 vom ukrainischen Parlament bereits wieder entlassen. Er ist ein geehrter Doktor der Ukraine und Preisträger des Staatspreises für Wissenschaft und Technologie.